# Gerda Donckers
Gerda Donckers is een personage in de VTM-televisieserie Familie. Het personage wordt gespeeld door Britt Van Der Borght.

## Overzicht
Gerda leren we kennen als secretaresse op de culturele dienst van de stad Mechelen, waar Pierrot Van den Bossche na zijn studies aan de slag gaat. Ze lijkt een harde tante die staat op orde en stiptheid, maar achter deze façade schuilt een onzekere dame. Ze raakt bevriend met Pierrot en vertrouwt hem toe dat ze geregeld seksueel geïntimideerd wordt op het werk. Hij raadt haar aan om van job te veranderen.
Dankzij Pierrot kan Gerda aan de slag als directiesecretaresse bij VDB Electronics. Daar zijn ze in de wolken met het goede werk dat ze verricht. Er leek lange tijd iets te bloeien tussen haar en personeelschef Rob Gerrits, maar de twee zochten nooit echt toenadering. Ze is er het hart van in wanneer Rob sterft tijdens de brand bij VDB Electronics. Gerda wordt al vlug terug verliefd, deze keer op Dirk Cockelaere. Deze laatste wijst het verzoek af. Gerda komt een tijdje niet meer werken. Later vergeeft ze Dirk en worden ze terug vrienden.
Uiteindelijk neemt Gerda ontslag om voor haar nieuwe vriend, een Duitse foorkramer, te gaan werken.